# Biblioteca Municipal de Viburgo

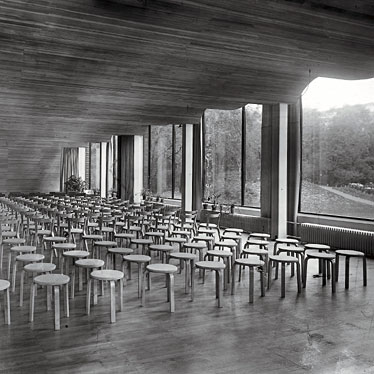
Auditório da Biblioteca Municipal de Viburgo, antes de terem sido instalados candeeiros.

Biblioteca Municipal de Viburgo (em finlandês Viipurin kaupunginkirjasto) é uma biblioteca situada em Viburgo, na Rússia, tendo a sua construção tido lugar na época em que a cidade pertencia à Finlândia e era oficialmente designada como Viipuri, em finlandês. Trata-se de um edifício aclamado internacionalmente, da autoria do consagrado arquiteto finlandês Alvar Aalto. 
Construída entre 1933 e 1935, a biblioteca é considerada uma das primeiras manifestações do chamado "modernismo regional". É particularmente conhecida pela forma ondulada do teto do auditório, forma essa que, segundo o próprio Alvar Aalto, se baseou em estudos acústicos. Na altura em que foi completada, a biblioteca era conhecida como Biblioteca Municipal de Viburgo, mas após a segunda guerra mundial viria a ser rebatizada como Biblioteca Municipal Nadezhda Krupskaya. Hoje em dia, é conhecida como Biblioteca Central de Alvar Aalto.

## História
Alvar Aalto foi incumbido de conceber a biblioteca em 1927, após ganhar o primeiro prémio no concurso de arquitetura que se destinava a encontrar um autor para o edifício, com a sua proposta intitulada "WWW". O projeto original de Alvar Aalto sofreu uma transformação profunda, perdendo o classicismo nórdico que o caracterizava, materializando-se num estilo modernista puro, 8 anos mais tarde, quando foi completado.
Soluções arquitetónicas tais como os tetos flutuantes e as claraboias cilíndricas, que viriam a aparecer com frequência nas obras de Alvar Aalto, foram testadas pela primeira vez em Viburgo. Alvar Aalto distinguiu-se da primeira geração de arquitetos modernistas (tais como Walter Gropius e Le Corbusier) pela sua predileção por materiais naturais: neste projeto, "a madeira foi incorporada num ambiente modernista de cimento, estuque, vidro e aço".
A segunda guerra mundial trouxe um ponto de viragem não só para a biblioteca mas também para a própria cidade de Vyborg, que viria a passar para as mãos da União Soviética. O edifício foi danificado durante a guerra e houve planos das autoridades soviéticas para o reparar, que nunca viriam a realizar-se. A biblioteca permaneceu vazia durante uma década, o que vira a causar mais estragos, incluindo a destruição do auditório de teto ondulado. Durante a década de 1950, foram desenhados esboços para o seu restauro, incluindo uma versão em estilo estalinista, típico naquela época, da autoria do arquiteto Aleksandr Shver. 

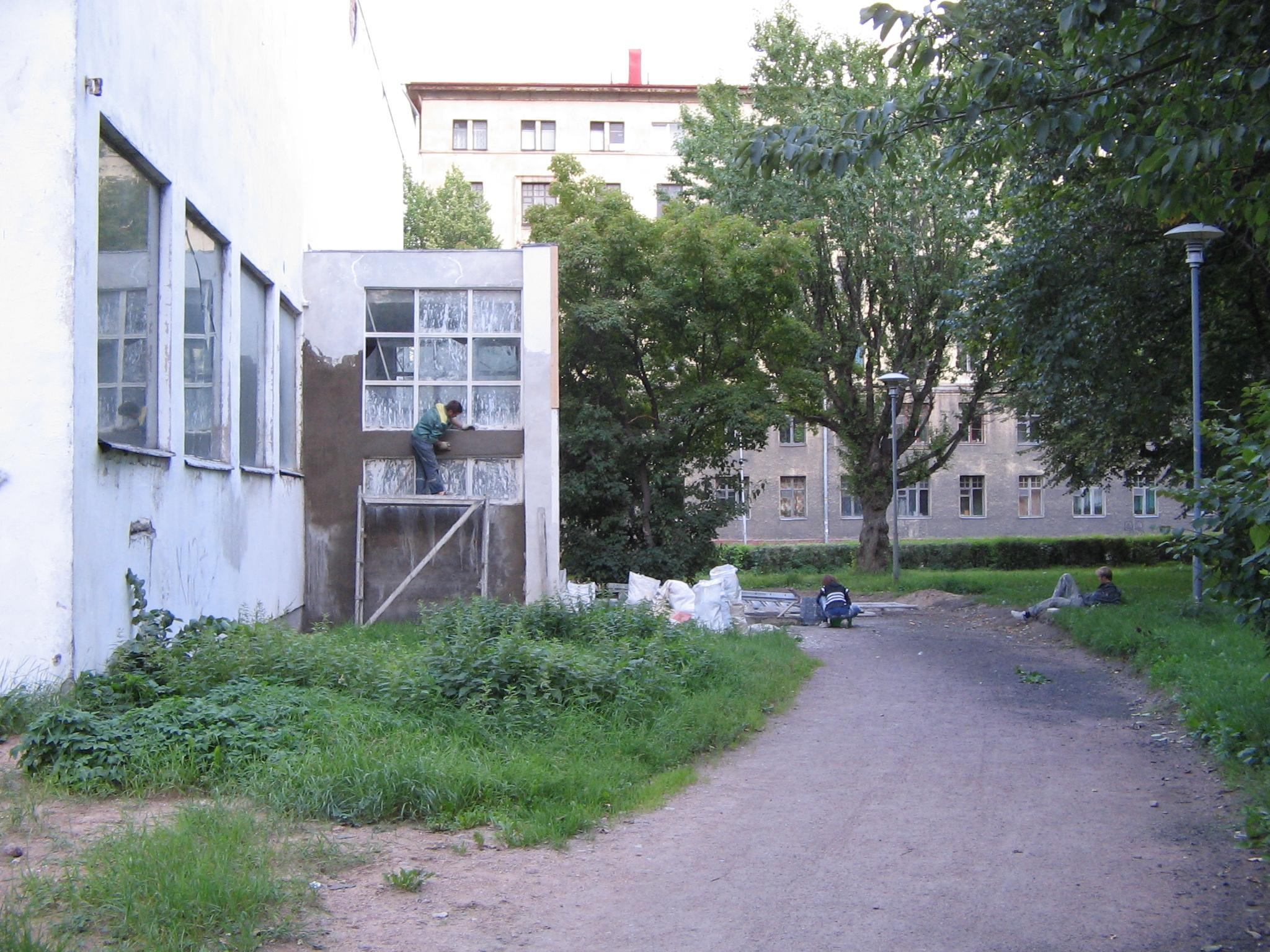
Restauro em 2005

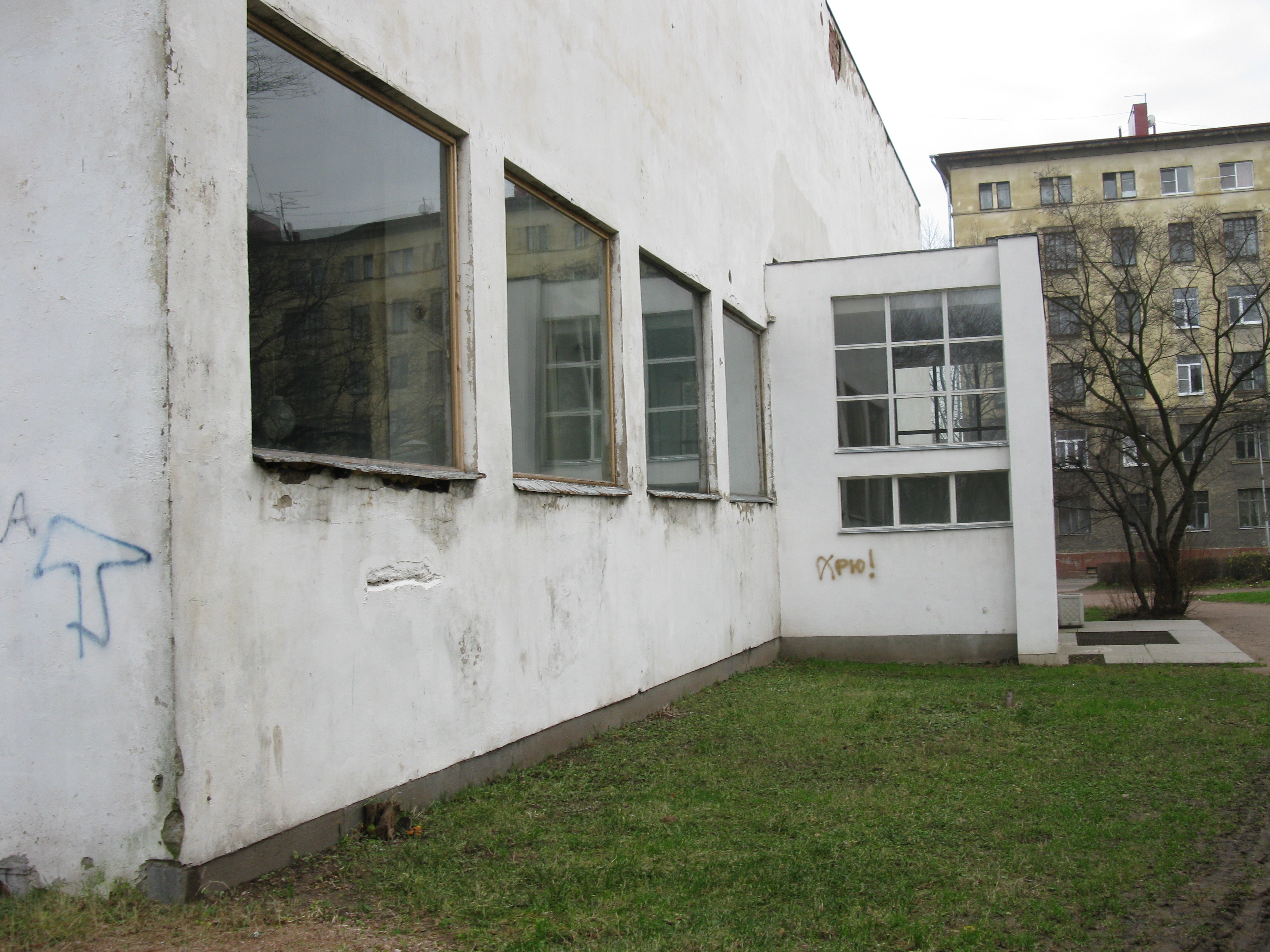
A mesma vista em 2008

Até à chegada ao poder de Mikhail Gorbachev, poucas pessoas da Finlândia e de outros países ocidentais visitavam Vyborg, existindo diversos relatos, em textos ocidentais de arquitetura, sobre o estado da biblioteca, incluindo descrições erradas da sua completa destruição. O edifício encontra-se hoje incluído na lista de objetos de valor histórico e cultural da Federação Russa. Foram nomeadas comissões russas e finlandesas para promover o restauro do edifício, que tem vindo a ser levado a cabo lentamente, ao mesmo tempo que a biblioteca continua aberta ao público. O restauro tem vindo a ser dirigido pela Academia Alvar Aalto, sob a direção do arquiteto Tapani Mustonen, com o auxílio dos arquitetos Maija Kairamo, Eric Adlercreutz, Vazio Nava e Leif Englund.
Em 1998, assinlando ao centésimo aniversário do nascimento de Alvar Aalto, foi reconstruída uma secção do teto do auditório. Contudo, esta viria a ser desfeita em 2008, por forma a possibilitar uma reconstrução mais sólida do teto completo.
Em 2009, encontravam-se restauradas diversas partes do edifício, tais como a grande parede de vidro situada em frente da escadaria principal, os tetos (incluindo as clarabóias cilíndricas), as janelas de aço e as portas exteriores, a entrada a da biblioteca infantil, a sala de leitura de jornais e o auditório, incluindo o teto ondulante suspenso.

## Citação
"Quando concebi a Biblioteca Municipal de Viburgo (e tive tempo de sobra, cinco anos completos), passei longos períodos fazendo experiências com desenhos ingénuos. Desenhei todos os tipos de paisagens fantásticas, com encostas iluminadas por vários sóis, em posições diferentes, que gradualmente foram dando forma à ideia principal do edifício." - (Alvar Aalto, 1947) 